# Anemone baicalensis
Anemone baicalensis är en ranunkelväxtart som beskrevs av Porphir Kiril Nicolai Stepanowitsch Turczaninow. Anemone baicalensis ingår i släktet sippor, och familjen ranunkelväxter.

## Underarter
Arten delas in i följande underarter:
- A. b. kansuensis
- A. b. rossii
- A. b. saniculiformis